# Lasippa siaka
Lasippa siaka är en fjärilsart som beskrevs av Moore 1881. Lasippa siaka ingår i släktet Lasippa och familjen praktfjärilar. Inga underarter finns listade i Catalogue of Life.